# Шуквани
Шуквани — одна из оперативных баз Международных сил содействия безопасности на территории Афганистана, в провинции Гильменд. 
Основной контингент базы составляют представители Грузии — на 2013 год это был 12-й батальон первой пехотной бригады. под командованием майор Коба Цинделиани. На базе имеется импровизированная православная церковь.

## Название
База названа в честь Мухрана Шуквани (1982—2010) — первого солдата ВС Грузии, погибшего в Афганистане. Старший лейтенант Мухран Шуквани служил в ВС Грузии с 2006 года, принимал участие в миротворческой миссии в Ираке. В Афганистане командовал ротой 31-го батальона. 5 сентября 2010 года во время операции против талибов был убит снайпером выстрелом в голову.